# Nederlands met Gebaren
Nederlands met Gebaren, of kortweg NmG, is gesproken Nederlands ondersteund met gebaren. Bij NmG blijft men gewoon Nederlands praten en worden de belangrijkste woorden ondersteund met gebaren. NmG maakt dus het gesproken Nederlands visueel.
Nederlands met Gebaren is niet hetzelfde als Nederlandse Gebarentaal (of Vlaamse Gebarentaal). Echte gebarentalen wordt vooral gebruikt door doofgeboren of prelinguaal dove mensen. Mensen die op latere leeftijd plotseling of geleidelijk doof geworden zijn (zogenoemde postlinguaal doven) geven de voorkeur aan Nederlands met Gebaren.
NmG is Nederlands waarbij lexicon en elementen uit de grammatica van de plaatselijke Gebarentaal gebruikt worden ter visuele ondersteuning. Er is daarbij sprake van interferentie tussen beide talen. NmG volgt grotendeels de grammatica van de Nederlandse taal, inclusief alle spreekwoorden, gezegden en uitdrukkingen. Dit in tegenstelling tot Nederlandse en Vlaamse Gebarentaal, die een geheel eigen grammatica en eigen gezegden hebben.
NmG is ook gesproken Nederlands. Dat betekent dus dat de stem wordt gebruikt, zoals iedereen doet die "gewoon" Nederlands praat. Want als de stem wordt weggelaten, vervormt het mondbeeld. Daardoor lijkt het mondbeeld niet meer op het gesproken Nederlands zoals dat bekend is, zodat spraakafzien moeilijker wordt.

## Nederland versus Vlaanderen
Het NmG dat in Nederland wordt gebruikt verschilt van het NmG dat in Vlaanderen wordt gebruikt. Uiteraard is de grammatica in beide gevallen die van het Nederlands. De gebaren die het Nederlands ondersteunen, zijn echter in beide regio's erg verschillend (net zoals de Vlaamse Gebarentaal en de Nederlandse Gebarentaal verschillende talen zijn).

## Grammatica
Het verschil in grammatica tussen Nederlandse Gebarentaal (NGT) en Nederlands ondersteund met Gebaren (NmG) kan met twee voorbeelden worden geïllustreerd.
De Nederlandse zin "Heb jij zin om met mij te lunchen?" wordt als volgt in gebaren omgezet (woorden tussen haken staan voor een gebaar):
- In NmG worden 5 gebaren gebruikt in deze volgorde:

[Heb]  [jij]  [zin] om   met [mij] te [lunchen]?
- In NGT worden gebaren gebruikt in deze volgorde:

[Wij samen]  [lunchen]  [jij]  [zin]  [jij]?
Doordat het gebaar voor "jij" aan het eind wordt herhaald, wordt aangegeven dat een antwoord wordt verwacht.
De zin "De gele bal ligt in de kast" wordt als volgt weergegeven: 
- In NmG:

De [gele]  [bal] ligt [in] de [kast]
- In NGT:

[Kast]  [bal]  [geel]  [aanwezig]
Echter, Nederlandse woorden die meer dan een betekenis kunnen hebben kunnen in NmG ook met meer dan een gebaar worden weergegeven. Het woord "vallen" bijvoorbeeld kan in gesproken taal op één manier weergegeven worden en in gebarentaal op diverse manieren.
- Hij is gevallen.
- Ik val op jou.
- Hij valt op haar.
- Het blad valt niet ver van de boom.

De betekenis van vallen in het tweede voorbeeld is anders dan in het eerste, maar in NmG wordt hiervoor toch hetzelfde gebaar gebruikt, hoewel de context eigenlijk niet klopt.
In de tweede en de derde zin is de richting (lokalisatie) van het werkwoord/gebaar verschillend (ik op jou ten opzichte van hij op haar), waarbij alle personen een eigen locatie krijgen in de gebarenruimte. Dit grammatica-aspect komt niet voor in het gesproken Nederlands maar in NmG komt dit wel voor.
In de vierde zin heeft het object invloed op de handvorm en beweging van het gebaar. Een blad valt anders dan een mens, ook dit is een grammatica-aspect dat niet in gesproken Nederlands voorkomt maar dat toch deels zichtbaar is in NmG.